# Тополов Віктор Семенович
Віктор Семенович Тополов (нар. 21 грудня 1945, смт Агапівка, Челябінська область, Російська РФСР, СРСР) — український політик. Член Президії Єдиного центру (з березня 2008), перший заступник голови (з липня 2008). Міністр вугільної промисловості України (2005—2006).

## Освіта
Комунарський гірничо-металургійний інститут (1973), гірничий інженер-економіст, «Економіка та організація гірничої промисловості».

## Парламентська діяльність
Народний депутат України 4-го скликання з квітня 2002 до вересня 2005, виборчій округ № 115, Луганська область, самовисування. За 33,36 %, 13 суперників. На час виборів: президент АКБ «Індекс-банк», безпартійний. Член фракції «Єдина Україна» (травень — липень 2002), член групи «Народний вибір» (липень 2002 — вересень 2003), позафракційний (вересень 2003 — квітень 2004), уповноважений представник групи «Центр» (квітень 2004 — березень 2005), член фракції «Наша Україна» (з березня 2005). Член Комітету з питань фінансів і банківської діяльності (з червня 2002). Склав депутатські повноваження 8 вересня 2005.
Народний депутат України 5-го скликання з квітня 2006 до червня 2007 від Блоку «Наша Україна», № 77 в списку. На час виборів: Міністр вугільної промисловості України, член НСНУ. Член Комітету з питань паливно-енергетичного комплексу, ядерної політики та ядерної безпеки (з липня 2006), член фракції Блоку «Наша Україна» (з квітня 2006). Склав депутатські повноваження 19 червня 2007.
Народний депутат України 6-го скликання з листопада 2007 до грудня 2012 від Блоку «Наша Україна — Народна самооборона», № 56 в списку. На час виборів: тимчасово не працював, член НСНУ. Член фракції Блоку «Наша Україна — Народна самооборона» (з листопада 2007), член Комітету з питань паливно-енергетичного комплексу, ядерної політики та ядерної безпеки (з грудня 2007).

## Трудова діяльність
- 1959—1963 — учень Кадіївського гірничого технікуму.
- 1963—1964 — електрослюсар, гірничий майстер шахти № 6-6 біс тресту «Кадіїввугілля».
- 1964—1967 — служба в армії.
- З 1967 — майстер виробничого навчання ПТУ № 66 міста Кадіївки.
- 1968—1970 — інженер, старший інженер Кадіївської нормативно-дослідної станції комбінату «Луганськшахтобуд».
- 1970—1972 — дільничний підземний нормувальник Лисичанського шахтоуправління № 6 тресту «Кадіївшахтобуд».
- 1972—1973 — старший інженер Кадіївської філії Комунарського гірничо-металургійного інституту.
- 1973—1987 — старший інженер, завідувач лабораторії, старший науковий працівник територіального науково-дослідного відділу передових методів організації та економіки праці Центрального НДІ економіки та науково-технічної інформації вугільної промисловості.
- 1987—1988 — помічник генерального директора, заступник технічного директора Ворошиловградського ДВО вугільної промисловості.
- 1988—1989 — начальник відділу Ворошиловградського територіального управління вугільної промисловості.
- 1990—1993 — член правління, головний інженер — начальник відділу, голова правління КБ «Вугілляпрогресбанк», місто Луганськ.
- 1993—1998 — голова правління, голова ради, головний консультант АКБ «Надра», місто Київ.
- 1998 — президент ТОВ "Фірма «Київ-Донбас», місто Київ.
- 1998—2000 — керівник, радник президента державного підприємства Міністерства оборони України "Футбольний клуб «ЦСКА-Київ».
- 2000 — президент АТ «Індустріально-експортний банк» («Індекс-банк»), місто Київ.
- Жовтень 2000 — квітень 2001 — керівник тимчасової адміністрації Акціонерного агропромислового банку «Україна».
- 2001—2002 — президент АТ «Індустріально-експортний банк».
- Лютий — серпень 2005 — перший заступник Міністра палива та енергетики України[2][3].
- 18 серпня 2005[4] — 27 вересня 2005[5] — Міністр вугільної промисловості України; звільнений у зв'язку з відставкою Кабінету Міністрів України Юлії Тимошенко.
- 27 вересня 2005[6] — 4 серпня 2006[7] — Міністр вугільної промисловості України; звільнений у зв'язку з припиненням повноважень Кабінету Міністрів України Юрія Єханурова.

Член Комітету національного порятунку (листопад 2004 — січень 2005).
Член президії Ради НС «Наша Україна» (березень — листопад 2005), Ради НС «Наша Україна» (березень 2005 — лютий 2008).

## Нагороди
Заслужений економіст України (грудень 2005). Орден «За заслуги» III ступеня (січень 2007).